# フリブール
フリブール（フランス語：Fribourg）またはフライブルク（標準ドイツ語：Freiburg im Üechtland 、スイスアレマン語：Fryburg im Üechtland）は、スイスのフリブール州に属する基礎自治体（コミューン）。
2013年の人口は37,485人。サリーヌ川（これはフランス語名で、ドイツ語名はザーネ川）沿いに位置し、工業のほかにチーズやチョコレートなどの食品産業も発展している。近隣の都市としては、約30キロ北東にベルン、約50キロ南西にローザンヌが位置している。フランス語名でフリブール、ドイツ語名でフライブルク、正式にはフライブルク・イム・ユヒトラントという。フライブルクという名の自治体はドイツ・バーデン＝ヴュルテンベルク州のフライブルク（正式名はフライブルク・イム・ブライスガウ）などドイツ語圏各地に存在することから、日本ではフランス語名でフリブールと呼ばれることが多い。

## 歴史
1157年、ツェーリンゲン家によって建てられた要塞を起源とする。その後、ハプスブルク家やサヴォイア家の支配も受けた。1481年にスイス盟約者団に加盟してスイスの一員となった。カトリック勢力の強い都市であり、16世紀における対抗宗教改革における牙城となった。

## 言語
サリーヌ川を言語境界線が通過しており、スイス領内におけるドイツ語とフランス語の境界線となっている。フリブールではフランス語とドイツ語の二言語が公用語である。
1157年の自治体建設当初はドイツ語系住民が多数派だったが、13世紀後半に周辺のフランス語圏からフランス語系住民が流入し、14世紀にはフランス語が公用語となった。1481年にはスイス盟約者団に加盟してドイツ語系住民の勢力が増し、1572年にはフランス語禁止令が出された。18世紀末にはナポレオン・ボナパルトがドイツ語を公的な場から追放してフランス語が優位となり、1831年にはリベラルな憲法によって布告や法律制定を両言語で行うことが定められた。1990年には両言語が平等な公用語であるとする法律が成立し、両言語系住民の相互交流の促進が図られている。現在では63.6%（22,603人）がフランス語を第一言語として用い、21.2%（7,520人）がドイツ語を第一言語として用い、3.8%（1,359人）がイタリア語を第一言語として用い、55人はロマンシュ語を用いる。

## 大学
フリブール大学はスイスにおけるカトリック神学の中心地である。哲学部、法学部、神学部、経済・社会学部、数学自然科学部の5学部があり、1万人を超える学生にはスイス国外からの留学生も多い。基本的にはフランス語とドイツ語の2言語で開講されており、英語での受講も可能となっている。

## 気候
| フリブール / Posieux (1981-2010)の気候 | フリブール / Posieux (1981-2010)の気候 | フリブール / Posieux (1981-2010)の気候 | フリブール / Posieux (1981-2010)の気候 | フリブール / Posieux (1981-2010)の気候 | フリブール / Posieux (1981-2010)の気候 | フリブール / Posieux (1981-2010)の気候 | フリブール / Posieux (1981-2010)の気候 | フリブール / Posieux (1981-2010)の気候 | フリブール / Posieux (1981-2010)の気候 | フリブール / Posieux (1981-2010)の気候 | フリブール / Posieux (1981-2010)の気候 | フリブール / Posieux (1981-2010)の気候 | フリブール / Posieux (1981-2010)の気候 |
| 月                                     | 1月                                    | 2月                                    | 3月                                    | 4月                                    | 5月                                    | 6月                                    | 7月                                    | 8月                                    | 9月                                    | 10月                                   | 11月                                   | 12月                                   | 年                                     |
| -------------------------------------- | -------------------------------------- | -------------------------------------- | -------------------------------------- | -------------------------------------- | -------------------------------------- | -------------------------------------- | -------------------------------------- | -------------------------------------- | -------------------------------------- | -------------------------------------- | -------------------------------------- | -------------------------------------- | -------------------------------------- |
| 平均最高気温 °C （°F）                 | 3.7 (38.7)                             | 5.4 (41.7)                             | 9.9 (49.8)                             | 13.6 (56.5)                            | 18.5 (65.3)                            | 21.8 (71.2)                            | 24.6 (76.3)                            | 24.1 (75.4)                            | 19.6 (67.3)                            | 14.5 (58.1)                            | 8.0 (46.4)                             | 4.3 (39.7)                             | 14.0 (57.2)                            |
| 日平均気温 °C （°F）                   | −0.1 (31.8)                            | 0.9 (33.6)                             | 4.7 (40.5)                             | 8.0 (46.4)                             | 12.7 (54.9)                            | 16.0 (60.8)                            | 18.4 (65.1)                            | 17.7 (63.9)                            | 13.7 (56.7)                            | 9.5 (49.1)                             | 3.9 (39)                               | 0.9 (33.6)                             | 8.9 (48)                               |
| 平均最低気温 °C （°F）                 | −3.2 (26.2)                            | −2.8 (27)                              | 0.4 (32.7)                             | 2.9 (37.2)                             | 7.4 (45.3)                             | 10.6 (51.1)                            | 12.7 (54.9)                            | 12.3 (54.1)                            | 9.0 (48.2)                             | 5.7 (42.3)                             | 0.8 (33.4)                             | −1.9 (28.6)                            | 4.5 (40.1)                             |
| 降水量 mm （inch）                     | 57 (2.24)                              | 55 (2.17)                              | 72 (2.83)                              | 84 (3.31)                              | 126 (4.96)                             | 115 (4.53)                             | 113 (4.45)                             | 117 (4.61)                             | 100 (3.94)                             | 91 (3.58)                              | 74 (2.91)                              | 72 (2.83)                              | 1,075 (42.32)                          |
| 降雪量 cm （inch）                     | 13.7 (5.39)                            | 16.2 (6.38)                            | 11 (4.3)                               | 2.4 (0.94)                             | 0 (0)                                  | 0 (0)                                  | 0 (0)                                  | 0 (0)                                  | 0 (0)                                  | 0.2 (0.08)                             | 6.4 (2.52)                             | 12.8 (5.04)                            | 62.7 (24.69)                           |
| 平均降水日数 （≥1.0 mm）               | 10.2                                   | 9.5                                    | 10.6                                   | 10.7                                   | 13.4                                   | 11.4                                   | 10.6                                   | 10.5                                   | 8.9                                    | 10.4                                   | 10.6                                   | 10.3                                   | 127.1                                  |
| 平均降雪日数 （≥1.0 cm）               | 3.8                                    | 4.1                                    | 2.5                                    | 0.9                                    | 0                                      | 0                                      | 0                                      | 0                                      | 0                                      | 0.1                                    | 1.5                                    | 3.1                                    | 16                                     |
| % 湿度                                 | 86.7                                   | 81.6                                   | 75.2                                   | 72.5                                   | 72.8                                   | 71.5                                   | 68.5                                   | 72.4                                   | 78.1                                   | 84.3                                   | 86.2                                   | 86.9                                   | 78.1                                   |
| 出典：MeteoSwiss                       |                                        |                                        |                                        |                                        |                                        |                                        |                                        |                                        |                                        |                                        |                                        |                                        |                                        |

## 観光
- 聖ニコラ大聖堂（フランス語版）[5]
- 美術・歴史博物館（英語版）[6]
- フリブール・フニキュレール（英語版） - 水力式ケーブルカー

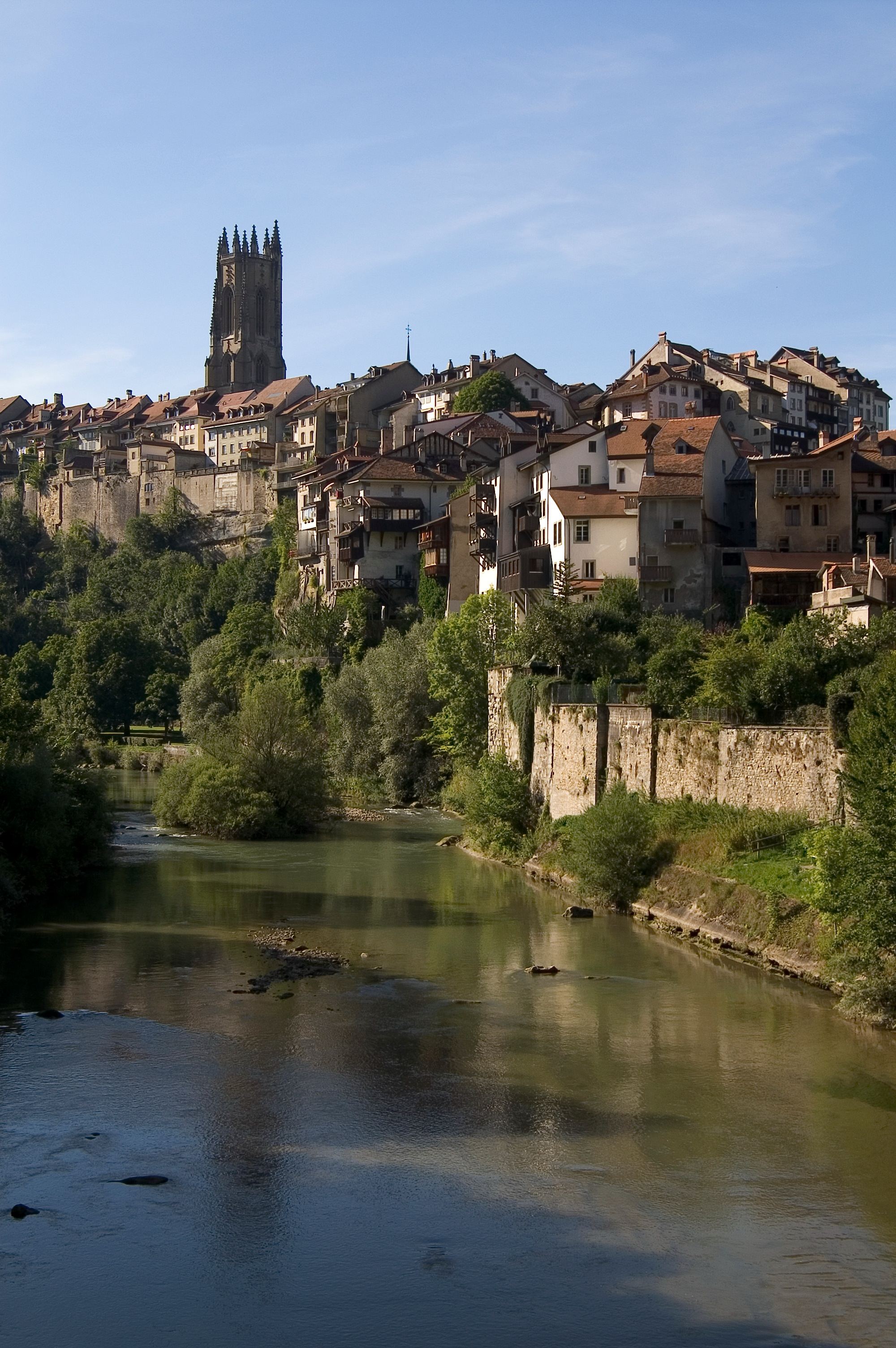
聖ニコラ大聖堂
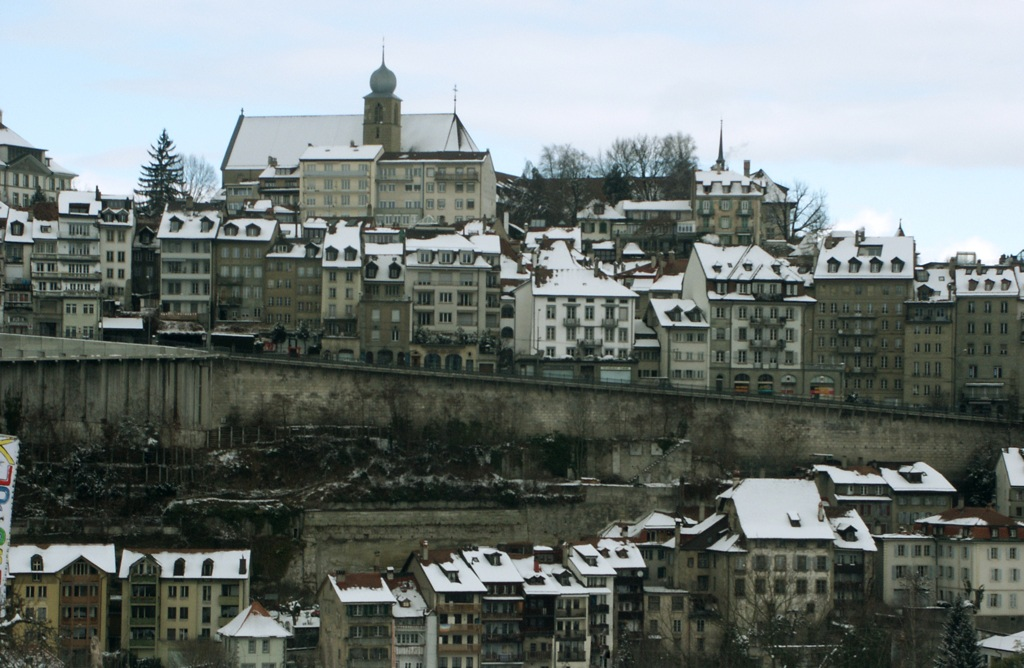
フリブールの風景

## 姉妹都市
- フランス, リュエイユ・マルメゾン – 1992年10月10日に姉妹提携[7]
- ブラジル, Nova Friburgo